# Усминский, Игорь Владимирович
И́горь Влади́мирович Усми́нский (23 апреля 1977, Грозный, Чечено-Ингушская АССР) — российский футболист, вратарь.

## Карьера

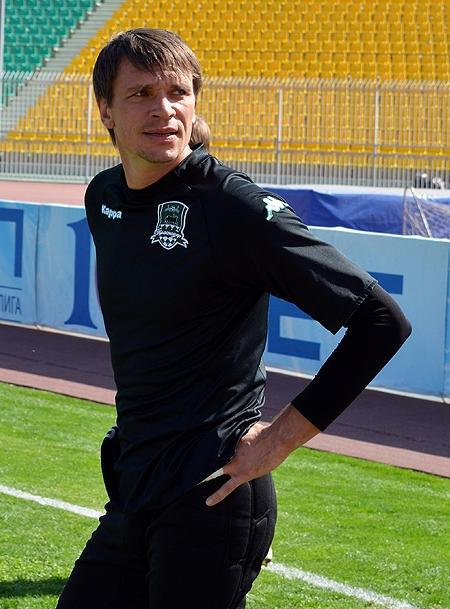
Усминский в «Краснодаре»

Большую часть карьеры провёл, играя за клубы юга России, в том числе в Высшей лиге в составе сочинской «Жемчужины» и новороссийского «Черноморца». Дебют в Высшей лиге сложился не самым удачным образом. Он состоялся 3 ноября 1996 года в матче «Жемчужины» против «Крыльев Советов» (2:2). Числившийся третьим вратарём команды Усминский заменил получившего травму Евгения Крюкова на 47 минуте матча и пропустил два гола от Гарника Аваляна и Зураба Циклаури — «Жемчужина» упустила победу.
После ряда лет, проведённых в клубах Первого дивизиона, в возрасте 31 года перешёл в пермский «Амкар» ради повышения в классе. Тогда, в августе 2008 года, из команды ушёл основной вратарь Владимир Габулов, пермяки искали дублёра ставшему основным вратарем клуба Сергею Нарубину, и выбор пал на тогдашнего вратаря ростовского СКА Усминского. Несмотря на довольно большой опыт выступлений в различных командах, за первый год в «Амкаре» не провёл ни одного матча. Дебют вратаря в пермской команде состоялся лишь 31 августа 2009 года, когда на 60-й минуте матча с нальчикским «Спартаком» он заменил получившего травму Сергея Нарубина. Травма Нарубина оказалась не самой серьёзной, но Усминский вышел на поле и в следующем туре в гостевом матче против «Москвы». Этот матч стал для вратаря первым полным в составе «Амкара», и в нём Усминский не просто не пропустил ни одного мяча, но и отразил пенальти от Эдгараса Чеснаускиса. С того момента стал основным вратарём до конца сезона, но получил травму и вынужден был пропустить всю предсезонную подготовку и первые туры сезона 2010, тем самым вернув Сергея Нарубина в стартовый состав.
В 2009 году Игорь Усминский представлял сборную России по футболу на Маккабиаде 2009 года.
Первый матч в сезоне 2010 года провёл против «Анжи» в 16 туре, сменив Сергея Нарубина, который не мог оставить свои ворота в неприкосновенности 12 матчей подряд. Перестановка не принесла плодов — «Анжи» забил гол с пенальти и одержал победу. В 2011 году перешёл в «Краснодар». Сумма трансфера составила 900 тысяч долларов. Всего Усминский, выступавший за «Краснодар» с начала 2011 года, провёл за «горожан» 10 матчей, в которых пропустил 11 мячей. В начале февраля Усминский расторг действующий до лета 2013 контракт с краснодарским клубом по обоюдному согласию сторон и подписал соглашение с «Тереком». Подписание «Тереком» 35-летнего голкипера было вызвано травмами двух вратарей команды, Антона Амельченко и Рамзана Асаева.